# PlayPuls
PlayPuls – polski internetowy serwis wideo na życzenie i telewizja internetowa. Od uruchomienia oferował dostęp do filmów, seriali oraz programów znanych z oferty kanałów spod logo TV Puls i Puls 2.
Serwis dostępny jest w internecie przez przeglądarkę www. Jest również przystosowany to przeglądania na urządzeniach moblinych. Dostęp do serwisu jest bezpłatny.
Telewizja Puls współpracowała w zakresie wideo na żądanie z platformą ipla, a po uruchomieniu platformy PlayPuls, materiały zniknęły z tego serwisu. 
W roku 2025 serwis zakończył nadawanie i został przeniesiony do telewizji naziemnej HbbTV.
Od stycznia 2025 funkcjonuje również oficjalny kanał Play Puls na platformie youtube, który umożliwia oglądanie treści oferowanych wcześniej w usłudze PlayPuls.